# Lista över UN-nummer 0401 till 0500
Detta är en lista över UN-nummer 0401 till 0500. UN-nummer är fyrsiffriga tal som identifierar farliga ämnen och produkter (som explosiva och giftiga material) av kommersiell vikt.

## UN 0401 till 0500[1]
| UN-nummer         | Klass | Namn                                                                              |
| ----------------- | ----- | --------------------------------------------------------------------------------- |
| UN 0401           | 1     | Dipikrylsulfid, torr eller fuktad med mindre än 10 vikt-% vatten                  |
| UN 0402           | 1     | Ammoniumperklorat                                                                 |
| UN 0403 — UN 0404 | 1     | Luftbloss                                                                         |
| UN 0405           | 1     | Signalpatroner                                                                    |
| UN 0406           | 1     | Dinitrosobensen                                                                   |
| UN 0407           | 1     | Tetrazol-1-ättiksyra                                                              |
| UN 0408 — UN 0410 | 1     | Tändrör med säkringar                                                             |
| UN 0411           | 1     | Pentaerytrittetranitrat (Pentaerytritoltetranitrat; PETN), med minst 7 vikt-% vax |
| UN 0412           | 1     | Patroner för vapen, med sprängladdning                                            |
| UN 0413           | 1     | Patroner för vapen, lös ammunition                                                |
| UN 0414           | 1     | Drivladdningar för artilleripjäser                                                |
| UN 0415           | 1     | Drivladdningar                                                                    |
| UN 0417           | 1     | Patroner för vapen, fullprojektil, eller patroner för handeldvapen                |
| UN 0418 — UN 0419 | 1     | Bloss, yttäckande                                                                 |
| UN 0420 — UN 0421 | 1     | Luftbloss                                                                         |
| UN 0424 — UN 0425 | 1     | Projektiler, barlastade med spårljus                                              |
| UN 0426 — UN 0427 | 1     | Projektiler, med centralladdning eller separeringsladdning.                       |
| UN 0428 — UN 0432 | 1     | Föremål, pyrotekniska, för tekniska ändamål                                       |
| UN 0433           | 1     | Krutmassa (krutpasta), fuktad, med minst 17 vikt-% alkohol.                       |
| UN 0434 — UN 0435 | 1     | Projektiler, med centralladdning eller separeringsladdning.                       |
| UN 0436 — UN 0438 | 1     | Raketer, med separeringsladdning                                                  |
| UN 0439 — UN 0441 | 1     | RSV-laddningar, utan sprängkapsel                                                 |
| UN 0442 — UN 0445 | 1     | Laddningar för sprängfogning, kommersiella, utan sprängkapsel                     |
| UN 0446 — UN 0447 | 1     | Drivladdningshylsor, brännbara, tomma, utan tändhatt.                             |
| UN 0448           | 1     | 5-Merkaptotetrazol-1-ättiksyra                                                    |
| UN 0449           | 1     | Vätsketorpeder, med eller utan sprängladdning                                     |
| UN 0450           | 1     | Vätsketorpeder, med fullprojektil                                                 |
| UN 0451           | 1     | Torpeder med sprängladdning                                                       |
| UN 0452           | 1     | Övningsgranater, hand eller gevär                                                 |
| UN 0453           | 1     | Linkastarraketer                                                                  |
| UN 0454           | 1     | Överföringständare                                                                |
| UN 0455           | 1     | Sprängkapslar, icke-elektriska                                                    |
| UN 0456           | 1     | Sprängkapslar, elektriska                                                         |
| UN 0457 — UN 0460 | 1     | Sprängladdningar, plastbundna                                                     |
| UN 0461           | 1     | Komponenter, tändkedja, n.o.s.                                                    |
| UN 0462 — UN 0472 | 1     | Föremål, explosiva, n.o.s.                                                        |
| UN 0473 — UN 0481 | 1     | Explosivämnen, n.o.s.                                                             |
| UN 0482           | 1     | Explosivämnen, mycket okänsliga (ämnen, EVI), n.o.s.                              |
| UN 0483           | 1     | Cyklotrimetylentrinitramin (Cyklonit, Hexogen, RDX), okänsliggjord                |
| UN 0484           | 1     | Cyklotetrametylentetranitramin (Oktogen, HMX), okänsliggjord                      |
| UN 0485           | 1     | Explosivämnen, n.o.s.                                                             |
| UN 0486           | 1     | Föremål, explosiva, extremt okänsliga (föremål EEI)                               |
| UN 0487           | 1     | Röksignaler                                                                       |
| UN 0488           | 1     | Övningsammunition                                                                 |
| UN 0489           | 1     | Dinitroglykoluril                                                                 |
| UN 0490           | 1     | Nitrotriazolon                                                                    |
| UN 0491           | 1     | Drivladdningar                                                                    |
| UN 0492 — UN 0493 | 1     | Knallsignaler för järnväg                                                         |
| UN 0494           | 1     | Perforeringsladdnignar, utan sprängkapsel, för oljeborrhål                        |
| UN 0495           | 1     | Drivmedel, flytande                                                               |
| UN 0496           | 1     | Oktonal                                                                           |
| UN 0497           | 1     | Drivmedel, flytande                                                               |
| UN 0498 — UN 0499 | 1     | Drivmedel, fast                                                                   |
| UN 0500           | 1     | Sprängkapslar, icke-elektriska, apterade                                          |